# Z'ev ben Shimon Halevi
Z'ev ben Shimon Halevi (cuyo nombre de nacimiento es Warren Kenton) (8 de enero de 1933 - 21 de septiembre de 2020), fue un escritor inglés de libros sobre Cábala y profesor de esta disciplina, con seguidores por todo el mundo.

## Primeros años
Z'ev ben Shimon Halevi nació el 8 de enero de 1933 en el seno de una familia judía en Londres (Inglaterra), en donde residio con su mujer, Rebekah. Por parte de su padre, desciende de una línea rabínica sefardí con raíces en Basarabia, que en los inicios del siglo XX era una provincia rusa. Por parte de su madre, desciende de una familia polaca askenazí. 
Asistió a la St Martin's School of Art y a la Royal Academy para estudiar pintura. Después de sus estudios trabajó en hospitales generales y psiquiátricos, además de en un taller teatral y en la Royal Opera House.

## Obra cabalística

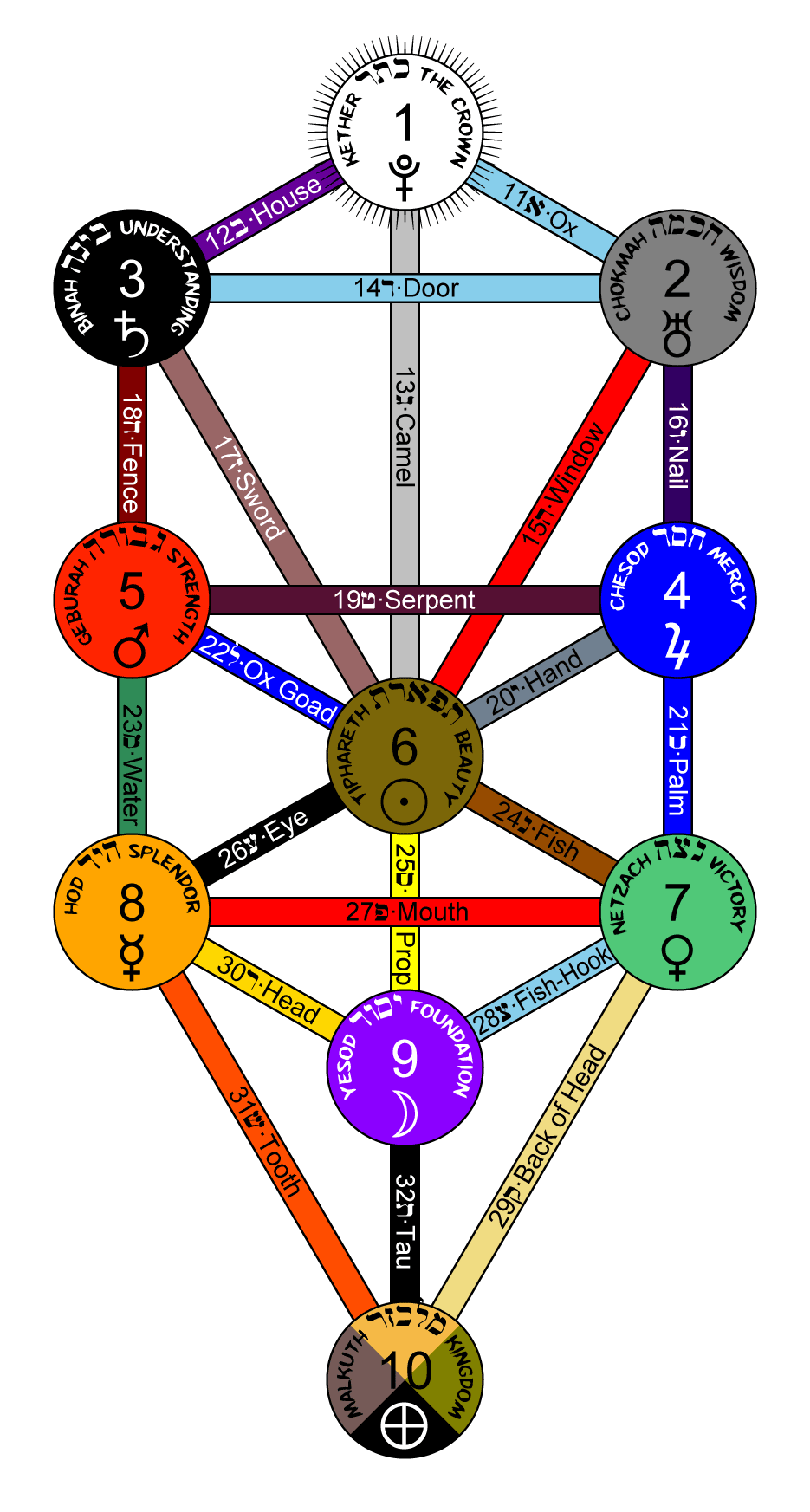
El árbol de la Vida.

Ha sido estudiante y tutor de Cábala durante más de 40 años, y empezó a enseñarla en 1971, habiéndose especializado en la Tradición Toledana, un sistema que procede de la Cábala que se desarrolló en la España y Francia medievales, y que cuenta entre sus puntos centrales con las ciudades de Lunel, Gerona y Toledo. Estos y otros centros florecieron, produciendo entre sus practicantes de Cábala a Isaac el ciego, Nahmánides e Ibn Gabirol. En esa época los cabalistas incorporaron a sus planteamientos y exégesis un punto de neoplatonismo que se ajustaba a las exigencias de la teología y filosofía judías, aunque, hasta cierto punto, en el medievo entraba en conflicto con el enfoque aristotélico de la filosofía judía de Maimónides y sus seguidores. 
Halevi dicta conferencias regularmente en la Academia Temenos en el Reino Unido, fundada por la poetisa Kathleen Raine, de donde es profesor. Ha enseñado en el Interface Boston, el New York Open Centre, el Centre for Psychological Astrology (en el Reino Unido), el Omega Institute, el New York Kabbalah Society, el Jungian Institute de Santa Fe (Nuevo México), y el Karen Kabbalah (Atlanta), además de en sinagogas y colegios rabínicos. Es el director de tutores de la Kabbalah Society. 
Viaja por todo el mundo e imparte continuamente una serie de cursos de El Camino de la Cábala en varios países, como Estados Unidos, Australia, Brasil, Canadá, Inglaterra, Alemania, Holanda, Israel, España, Japón, México y Escocia.
Halevi es conocido tanto como escritor como maestro, y ha publicado 16 libros, entre ellos una novela cabalística y libros de astrología. Al principio de su carrera escribió diversos libros sobre técnica teatral. Su obra ha sido traducida a más de diez idiomas, entre ellos el hebreo. 
La mayoría de sus publicaciones han sido editadas bajo su nombre hebreo, Z'ev ben Shimon Halevi, que es una contracción de su nombre familiar completo Z’ev ben Shimon ben Joshua Haham-Halevi.

## Influencia
Carlos de Inglaterra
En una introducción a la Sacred Web Conference en la Universidad de Alberta en 2006, el príncipe de Gales, presidente de honor de la Academia Temenos, dijo, al hablar de las tensiones entre tradición y modernismo:
Este dilema está expresado en las antiguas nociones de equilibrio y armonía; nociones que, por ejemplo, están reflejadas de diferentes maneras en ese maravilloso diagrama cabalístico del Árbol de la vida. Como el profesor de Temenos Warren Kenton explica tan bellamente en sus conferencias a los estudiantes de la Academia, la enseñanza del Árbol de la Vida es que los aspectos “activo” y “pasivo” de la vida, que por sí mismos pueden conducir al desequilibrio y desarmonía, deben ser, sólo pueden ser, puestos juntos en armonía bajo el influjo en nuestras vidas de lo Divino y lo Sagrado. Aunque interpretemos esta imagen como una explicación de una orientación interna o externa, es de esta manera, y sólo de esta manera, que las fuerzas, o características de expansión y contracción pueden ser equilibradas.
(Hay un videoclip que contiene esta parte de la charla del príncipe Carlos en el sitio web de World Wisdom. Véase seguidamente el enlace al videoclip) (enlace roto disponible en Internet Archive; véase el historial, la primera versión y la última).
Kathleen Raine
La poetisa Kathleen Raine opina sobre la obra de Halevi:
Una característica del sistema de este autor que no se encuentra en otros (aunque sin duda es tradicional a pesar de que no universalmente enseñado) es la hermosa manera en que los puntos de contacto de cada 'mundo' se solapan con el de arriba (o el de abajo). Así, las más excelsas experiencias del mundo físico se solapan con la parte inferior del mundo siguiente (el psicológico); y de nuevo las más elevadas experiencias psíquicas del alma individual coinciden con las regiones espirituales del mundo transpersonal de las formas universales. Así, de iluminación en iluminación volvemos a subir por la 'escalera' por la cual cada uno de nosotros 'bajó a la tierra desde el cielo'. La impresionante sublimidad del universo cabalístico simultáneamente convence y reconforta. Es nuestro destino descender y cumplir una tarea, aprender algunas lecciones en el mundo natural; como lo es seguir el camino de vuelta, ir ascendiendo de mundo en mundo, no importa cuántas vidas nos lleve antes de volver a nuestro verdadero hogar, 'el reino de los Cielos'.
Sinéad O'Connor
La cantante Sinéad O'Connor escribió en las notas interiores de la portada del álbum I Do Not Want What I Haven't Got: "Muchísimas gracias a Selina Marshall + Warren Kenton por enseñarme que todo lo que necesito está en mi interior".
Charles Thomson
El artista Charles Thomson dijo: "He estudiado Cábala con un maestro llamado Warren Kenton, quien me dijo que hay muchísimo humor en el plano espiritual, y creo que es cierto".